# Acton Reynald
Acton Reynald – wieś w Anglii, w hrabstwie Shropshire. Leży 12 km na północny wschód od miasta Shrewsbury i 227 km na północny zachód od Londynu.